# Pila de zinc-carbono
Una pila de zinc-carbono es el tipo de pila seca común (pila salina) que fue desarrollado a partir de la celda electroquímica o pila húmeda Leclanché. Está formada por un recipiente externo de zinc que sirve como contenedor y terminal o polo negativo (ánodo) en cuyo interior se encuentra el terminal positivo (cátodo), que es generalmente una barra de carbono o una barra de grafito rodeada por una mezcla de dióxido de manganeso, negro de acetileno y/o polvo de carbón. El electrolito utilizado es una pasta de cloruro de zinc y de cloruro de amonio disuelto en agua. La pila de cloruro de zinc es una versión mejorada de la original que contenía cloruro de amonio.  En el envase, aparecen señaladas con una "R".
En las pilas alcalinas se sustituye la sal (el cloruro) por el hidróxido de un metal alcalino(hidróxido de potasio).
Las pilas de zinc-carbono son las pilas menos costosas y por lo tanto una opción popular para los fabricantes de dispositivos, cuando se venden con baterías incluidas. Por lo general, son etiquetadas como pilas o baterías de uso general. Pueden ser utilizadas en mandos por control remoto, linternas, relojes, o radiotransistores, siempre que el consumo de energía no sea demasiado grande.

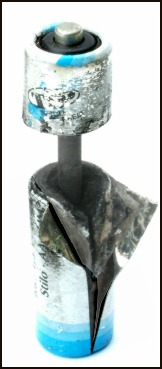
Pila de zinc-carbono-manganeso, mostrando su estructura interna.

## Historia
En 1876, la pila Leclanché húmeda se modificó incluyendo un bloque de dióxido de manganeso comprimido. En 1886 el Dr. Carl Gassner patentó una versión "seca", usando un recipiente de zinc como ánodo y haciendo que el electrolito gelificara con una pasta de yeso de París (y más tarde, harina de trigo) para inmovilizarlo. En 1898 Conrad Hubert utilizó las pilas fabricadas por WH Lawrence para suministrar energía a la que fue la primera linterna y, posteriormente, los dos fundaron la compañía de pilas Ever Ready. En 1900 Gassner hizo una demostración con pilas secas para iluminación portátil en la Feria Mundial de París. Se siguieron haciendo mejoras continuas para aumentar la estabilidad y la capacidad de las células de zinc-carbón a lolargo de todo el siglo XX. Al final del siglo la capacidad de una pila de zinc-carbono se había cuadruplicado respecto del equivalente de 1910 Entre esas mejoras se incluyen la utilización de dióxido de manganeso de mayor grado de pureza, un mejor sellado, y el empleo de zinc puro para el electrodo negativo.

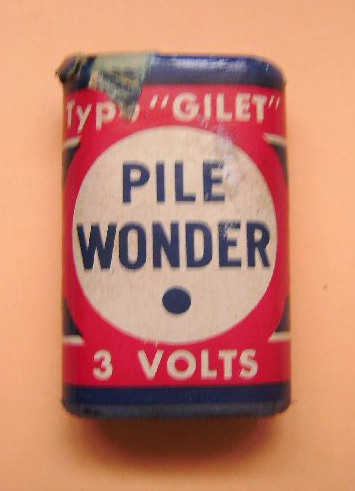
Antigua pila de zinc-carbón de 3V (alrededor de 1960), con caja de cartón

## Unacelda primaria

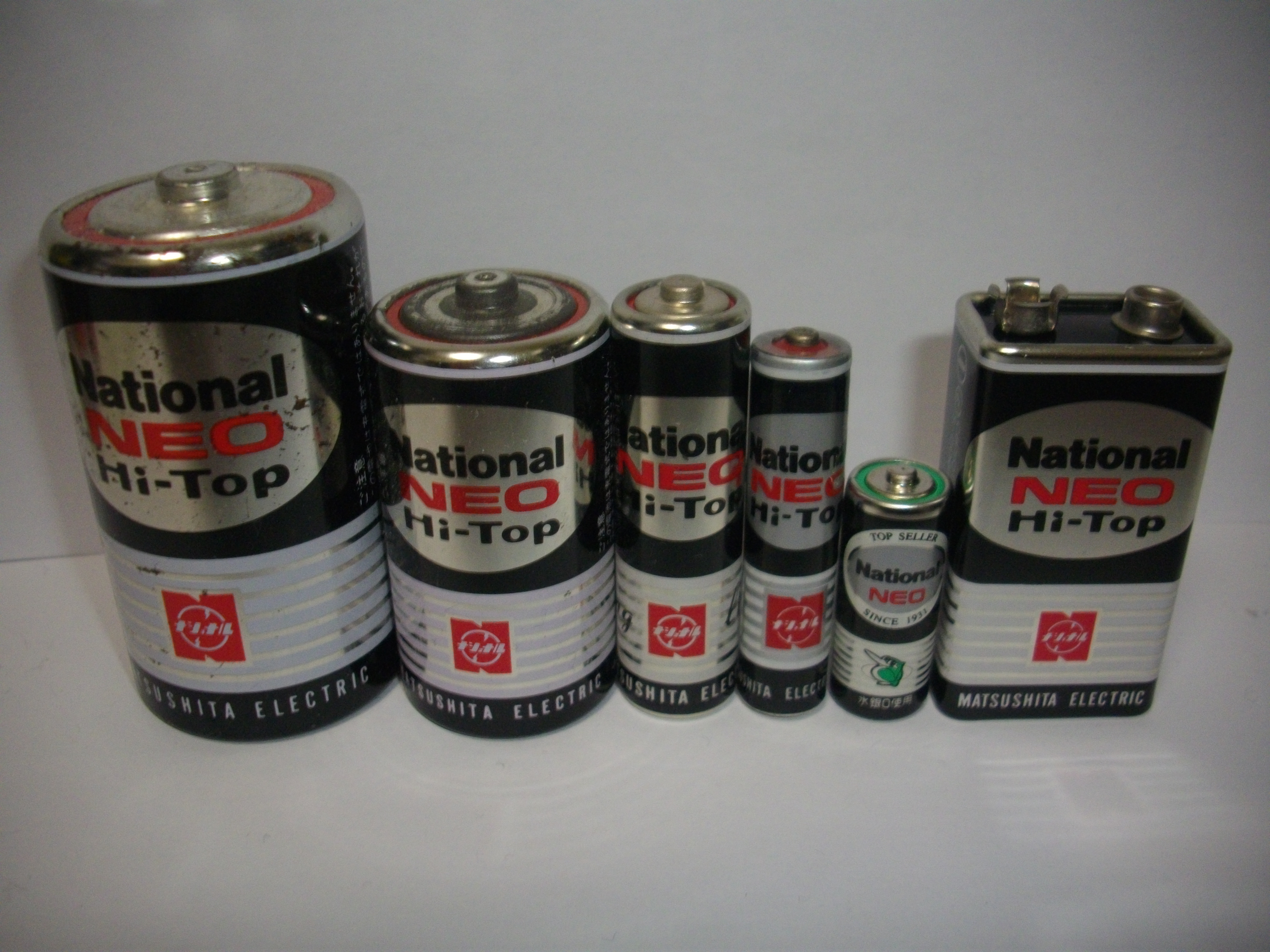
Distintos tipos de pilas.

Una pila seca de zinc-carbono se describe como una célula o celda primaria, porque, cuando se "descarga" o mejor dicho, se agotan los reactivos que contiene, no está diseñada para ser recargada y debe ser desechada. En alguna ocasión se han comercializado dispositivos para regenerar una pila de cinc-carbono parcialmente agotada, aplicándole una corriente inversa como si fuese una celda secundaria o batería recargable. Sin embargo los efectos de estos dispositivos sólo eran temporales y podían causar fugas o explosiones por lo que no deben emplearse. Las pilas de cinc-carbono son muy propensas a fugas porque el ánodo es el contenedor y se deteriora durante su uso.

## Reacciones químicas
El contenedor de una pila seca de zinc-carbono es un recipiente metálico de zinc. Éste contiene una capa de pasta acuosa de cloruro de amonio, NH4Cl, con cloruro de zinc, ZnCl2, separada por una capa de papel de una mezcla de polvo de carbón y óxido de manganeso (IV) (MnO2), que está alrededor de una varilla de carbono (grafito).

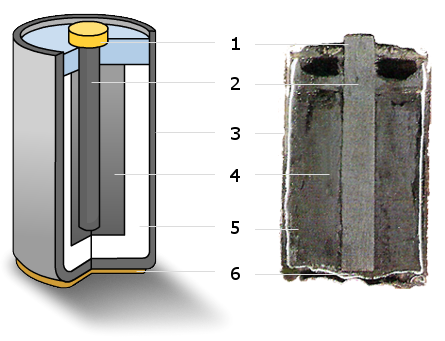
Sección transversal de una pila de zinc-carbono:
1 - Botón metálico superior (+).
2 - Barra de carbono (electrodo positivo)
3 - Vasija de zinc (electrodo negativo)
4 - Óxido de manganeso (IV)
5 - Pasta húmeda de cloruro de amonio (electrolito)
6 - Base metálica (-).

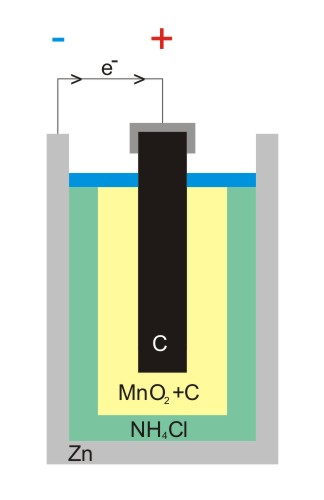
Esquema de una pila de zinc-carbono.

1- En una pila seca, el envase exterior de zinc es el polo negativo. El zinc es oxidado según la siguiente semireacción.
Polo negativo - (Ánodo - Oxidación):
{\displaystyle \mathrm {Zn_{(s)}\rightarrow {Zn^{2+}}_{(aq)}+2e^{-}} }
2- Una varilla de grafito rodeada por un polvo que contiene óxido de manganeso (IV) es el polo positivo. El dióxido de manganeso se mezcla con polvo de carbono para aumentar la conductividad eléctrica. En este medio de reacción, el manganeso se reduce de un estado de oxidación de (+4) a (+3). La semirreacción es la siguiente:
Polo Positivo + (Cátodo - Reducción):
{\displaystyle \mathrm {2{MnO_{2}}_{(s)}+2\ {H_{3}O^{+}}_{(aq)}+2\ e^{-}\rightarrow 2\ MnO(OH)_{(s)}+2\ H_{2}O_{(l)}} }
3- Reposición de los iones hidronio y formación de amoníaco, a partir del electrolito de cloruro de amonio.
{\displaystyle \mathrm {2\ {{NH_{4}}^{+}}_{(aq)}+2\ H_{2}O_{(l)}\rightarrow 2\ {NH_{3}}_{(aq)}+2\ {H_{3}O^{+}}_{(aq)}} }
4- Las moléculas resultantes de amoniaco actúan como ligandos formando un complejo del ion zinc (II), el ion diaminzinc (II):
{\displaystyle \mathrm {{Zn^{2+}}_{(aq)}+2\ {NH_{3}}_{(aq)}\rightarrow {[Zn(NH_{3})_{2}]^{2+}}_{(aq)}} }
5- Este complejo reacciona con los iones cloruro, Cl-, del cloruro de amonio:
{\displaystyle \mathrm {{[Zn(NH_{3})_{2}]^{2+}}_{(aq)}+2\ {Cl^{-}}_{(aq)}\rightarrow {[Zn(NH_{3})_{2}]Cl_{2}}_{(s)}} }
La ecuación general resultante es:
{\displaystyle \mathrm {Zn+2\ MnO_{2}+2\ NH_{4}Cl\rightarrow 2\ MnO(OH)+[Zn(NH_{3})_{2}]Cl_{2}} }

### Mecanismo concurrente
Hay otras posibles reacciones concurrentes por lo que a veces el paso 2 (reducción del manganeso) puede escribirse como:
{\displaystyle 2\ {MnO_{2}}_{(s)}+{H_{2}}_{(g)}\longrightarrow {Mn_{2}O_{3}}_{(s)}+{H_{2}O}_{(l)}}
donde el H2 proviene del NH+4(aq) según la reacción:
{\displaystyle 2\ {{NH_{4}}^{+}}_{(aq)}+2\ e^{-}\longrightarrow {H_{2}}_{(g)}+2\ {NH_{3}}_{(aq)}}
y finalmente el NH3 se combina con el Zn2+, lo que conduce a la ecuación general, muy semejante al proceso antes descrito pues el manganeso también posee estado de oxidación +3:
{\displaystyle Zn_{(s)}+2\ {MnO_{2}}_{(s)}+2\ {{NH_{4}}^{+}}_{(aq)}\longrightarrow {Mn_{2}O_{3}}_{(s)}+{{[Zn(NH_{3})_{2}]}^{2+}}_{(aq)}+H_{2}O_{(l)}}
La batería tiene una fuerza electromotriz, fem, de {\displaystyle {\mathcal {E}}} = 1,5 V. El valor aproximado de la fuerza electromotriz está relacionado con la complejidad de la reacción catódica de reducción del manganeso. La semirreacción del ánodo (zinc) es relativamente simple con un potencial de reducción conocido. Las reacciones secundarias y el agotamiento de las sustancias químicas activas aumenta la resistencia interna de la batería, y esto hace que la fuerza electromotriz disminuya.

## Tensión de trabajo y duración
| Horas de uso por día | Duración total |
| -------------------- | -------------- |
| Dos horas al día     | 110 h          |
| Cuatro horas al día  | 105 h          |
| Ocho horas al día    | 82 h           |
| 24 horas al día      | 66 h           |

Las pilas de zinc-carbono están diseñadas para consumos intermitentes. En función de ello se obtendrán diferentes duraciones según la intensidad de corriente producida, lo que afectará a la tensión de trabajo (voltaje en bornes durante el funcionamiento o descarga).
- Si la intensidad es elevada, la duración será pequeña y el voltaje cae con rapidez.
- Si la intensidad es baja, funcionará durante más tiempo con menor caída de tensión.

Esto se debe a que hay que dar tiempo a que se difundan los reactivos y productos dentro de la pila y a una acción correcta del despolarizador.

## Fugas

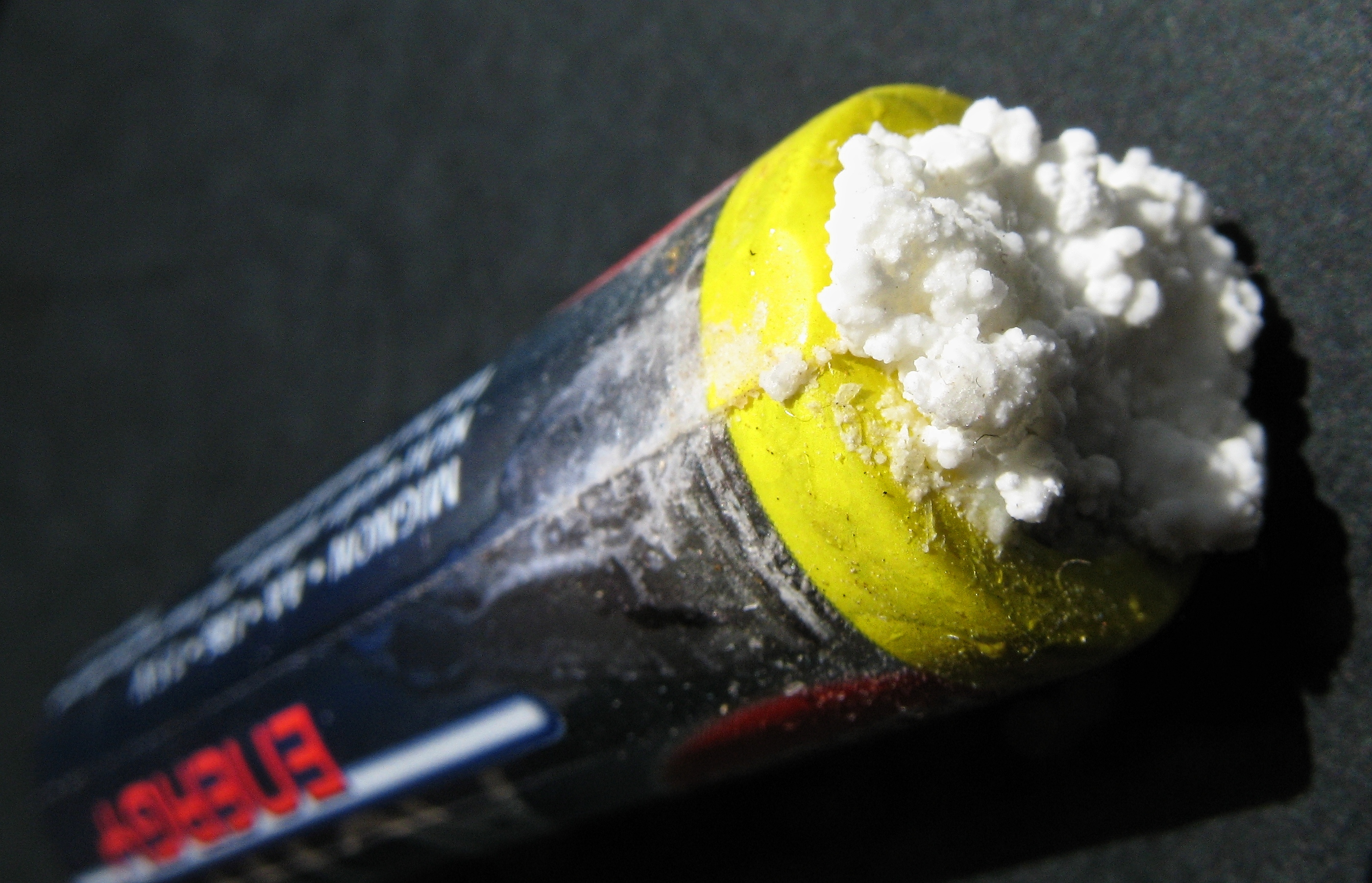
Fuga de electrolito y posterior cristalización del mismo en una pila seca.

Cuando la pila seca se ha utilizado durante un cierto tiempo, el contenedor de zinc se vuelve más delgado, porque el metal de zinc se oxida a iones zinc (II) solubles. Cuando el contenedor de zinc se adelgaza suficientemente, el cloruro de zinc comienza a salirse de la batería. Una pila seca vieja no es estanca y no debe dejarse dentro de un dispositivo eléctrico pues puede dañarlo. Una vez que se establecen fugas, la pila se vuelve muy pegajosa a causa de la pasta húmeda que se escapa a través de los agujeros en el recipiente de zinc o por el cierre con la tapa superior. La vida útil de estas pilas o baterías es corta, con una vida útil de alrededor de 1,5 años.
La carcasa de zinc que rodea la pila seca se va adelgazando poco a poco, incluso cuando no se está utilizando. Esto se debe a que el cloruro de amonio que hay dentro de la pila es ácido, y reacciona con el zinc.

## La pila de cloruro de zinc
La pila de cloruro de zinc es una mejora sobre la original pila de zinc-carbono, utilizando productos químicos puros que le dan una vida más larga y la producción de una tensión o voltaje más constante, cuando se utiliza. Estas pilas son a menudo comercializadas como con la etiqueta "Heavy Duty", para diferenciarlas de las pilas convencionales de zinc-carbono "para usos generales". Esto ha sido una fuente de confusión para el consumidor después de la introducción de pilas alcalinas, que duran más que las de cloruro de zinc. En lugar de una mezcla de electrolitos que contienen gran parte de NH4Cl, la pila de cloruro de zinc sólo contiene pasta de ZnCl2.
La reacción del cátodo es, pues, un poco diferente, pues ya no están presentes los iones amonio:
{\displaystyle \mathrm {MnO_{2(s)}+H_{2}O_{(aq)}+e^{-}\rightarrow MnO(OH)_{(s)}+{OH^{-}}_{(aq)}} }
y la reacción general sería:
{\displaystyle \mathrm {Zn_{(s)}+2\ MnO_{2(s)}+ZnCl_{2(aq)}+2\ H_{2}O_{(l)}\rightarrow 2\ MnO(OH)_{(s)}+2\ Zn(OH)Cl_{(aq)}} }

## Errores frecuentes sobre terminología
Las palabras ánodo y cátodo pueden ser muy confusas. En las celdas electrolíticas, el ánodo se refiere al polo positivo ya que todos los aniones (iones negativos) migrarán hacia el ánodo que se descarga de forma selectiva, mientras que el cátodo es el polo negativo, porque los cationes (iones positivos) se moverán hacia el cátodo para ser selectivamente descargados. Mientras tanto, para las pilas voltaicas o generadores electroquímicos (pilas o baterías), el ánodo y el cátodo tienen distinta polaridad que en la celdas electrolíticas, o sea, el ánodo es el polo negativo, mientras que el cátodo es el polo positivo. Esto se debe a la teoría que afirma que todos los ánodos son los terminales que se someten a la oxidación o la liberación de electrones, y todos los cátodos son los terminales que se someten a la reducción.

### En español
- Hoja de seguridad de la pila de zinc-carbono Energizer.
- Tipos de pilas (enlace roto disponible en Internet Archive; véase el historial, la primera versión y la última).
- Pilas y baterías.
- Pila seca.

### En inglés
- Eveready: Carbon Zinc Application Notes
- Rayovac: Alkaline and Heavy Duty Application Notes
- Power Stream Battery Chemistry FAQs
- Cell Construction

- Datos: Q28765
- Multimedia: Zinc-carbon batteries / Q28765